# HNLMS Johan Maurits van Nassau (1932)
Pour les autres navires du même nom, voir HNLMS Johan Maurits van Nassau.
Le HNLMS Johan Maurits van Nassau (en néerlandais : Hr.Ms. Johan Maurits van Nassau) est une canonnière, unique navire de sa classe, qui sert dans la Marine royale néerlandaise pendant la Seconde Guerre mondiale. Il est le premier navire nommé d'après Jean-Maurice de Nassau-Siegen, gouverneur général des colonies hollandaises au Brésil. 

## Historique
Lorsque la guerre éclate, le Johan Maurits van Nassau est à l'ancrage aux Antilles. Il est relevé par le nouveau navire-école d'artillerie HNLMS Van Kinsbergen, lui permettant de retourner aux Pays-Bas. Le 10 mai 1940, le jour où les Allemands lancent leur blitzkrieg, le navire est stationné comme navire de recherche et de garde à Flessingue. Immédiatement pris pour cible par des avions allemands, il en abat un d'entre-eux pendant les rudes combats. La canonnière opère dans la région pendant les jours suivants avant de recevoir l'ordre de bombarder l'aérodrome de Waalhaven à Rotterdam, qui avait été occupé par des parachutistes allemands. Il arrive alors à Hoek van Holland, mais après la perte du destroyer Van Galen, qui couvrait la même opération, celle-ci est annulée. 
Dans le cadre de la bataille de l'Afsluitdijk, le Johan Helits van Nassau opère depuis Le Helder le 12 mai 1940 au cours duquel il réduit au silence avec ses trois canons de 150 mm l'artillerie allemande près de l'Afsluitdijk. Le 14 mai, bombarde avec succès une batterie allemande (composée de canons de 88 mm  de la 1re division de cavalerie) à environ 18 km de sa position. Son système avancé de contrôle de tir permet ainsi une grande précision. Malgré les vives représailles des avions allemands, le navire est intact. 
Après la fin de la bataille des Pays-Bas, la marine néerlandaise met en œuvre une évacuation générale du personnel et de ses navires. Le Johan Maurits van Nassau appareille du Helder le 14 mai en compagnie des mouilleurs de mines HNLMS Jan van Brakel, Douwe Aukes et Nautilus, et des torpilleurs G 13 et G 15. L'après-midi, à environ 16 km à l'ouest de Callantsoog, le groupe est attaqué par des avions allemands. Le Johan Maurits van Nassau — le plus gros navire du convoi — est la cible principale. Celui-ci reçoit deux ou trois coups au but, dont un provoque un incendie près du magasin à munitions. L'équipage reçoit l'ordre d'abandonner le navire : huit membres sont tués dans l'attaque. La plupart des hommes seront ramenés au Helder par le navire de sauvetage Dorus Rijkers, tandis que certains continueront leur traversée jusqu'en Angleterre à bord des navires restants. 
L'épave repose à 20 mètres de profondeur à la position géographique 52° 50′ 13″ N, 4° 33′ 56″ E.